# Laurentien (langue)
Pour les articles homonymes, voir Laurentien.

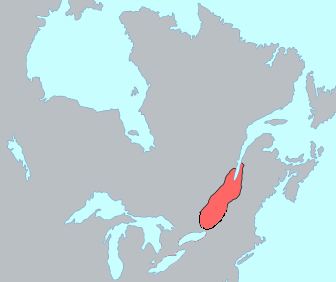
Territoire occupé par les Iroquoiens du Saint-Laurent, vers 1535

Le laurentien est une langue iroquoienne parlée jusqu'au milieu du XVIe siècle par les Iroquoiens du Saint-Laurent le long du fleuve Saint-Laurent au Québec et en Ontario, Canada.

## Histoire
L'explorateur Jacques Cartier a constaté, lors de ses voyages sur le fleuve Saint-Laurent en 1535 et 1536, l'existence de plusieurs villages iroquoiens, dont le village de Stadaconé, dans les environs de la ville moderne de Québec, ainsi que le village d'Hochelaga sur l'emplacement de l'actuelle ville de Montréal.
Toutefois, au moment de l'arrivée de Samuel de Champlain en 1608, il n'y avait plus aucune trace des Iroquoiens du Saint-Laurent rencontrés 75 années auparavant par Jacques Cartier. Leur disparition a donné naissance à plusieurs hypothèses explicatives : la guerre avec d'autres tribus amérindiennes, une épidémie ou une migration vers la région des Grands Lacs.

## Le laurentien
Au XVIe siècle, les Iroquoiens du Saint-Laurent auraient parlé plusieurs dialectes, voire plusieurs langues distinctes, mais les notes prises par Jacques Cartier lors de ses voyages ne laissent pas transparaître beaucoup d'indices à cet égard.
Au moins un mot de laurentien pourrait encore être en usage : le mot canada signifie, selon Jacques Cartier, « village » en laurentien. C'est ce même mot que Jacques Cartier a employé pour désigner la région autour de Stadaconé ainsi que le fleuve, la « rivière de Canada ».

## Vocabulaire du laurentien
De retour de ses voyages, Jacques Cartier a publié son journal, dont une liste de mots en laurentien. Voici quelques exemples, tels qu'écrits par Jacques Cartier :
| Français     | Laurentien     |
| ------------ | -------------- |
| Un (chiffre) | segada         |
| Deux         | tigneny        |
| Trois        | asche          |
| Quatre       | honnacon       |
| Cinq         | ouiscon        |
| La tête      | aggourzy       |
| Les yeux     | hegata         |
| Les oreilles | ahontascon     |
| La bouche    | escahe         |
| Les dents    | esgougay       |
| La langue    | osvache        |
| La gorge     | agouhon        |
| Le visage    | hogouascon     |
| Les cheveux  | aganiscion     |
| Les jambes   | agouguenehonde |
| Les mains    | aignoascon     |
| Demain       | achide         |
| Le ciel      | qenhia         |
| La terre     | damga          |
| Le soleil    | ysnay          |
| La lune      | assomaha       |
| Village      | Canada         |
| Mon père     | addatht        |
| Ma mère      | adanahoe       |
| Mon frère    | addagnin       |
| Ma sœur      | adhoasseue     |
|              |                |

## Codes
- Étiquette d'identification de langues IETF : lre